# Мусулмониён, Рахим

Рахим Мусулмониён Кубадиани (тадж. Раҳим Мусулмониёни Қубодиёнӣ; при рождении Рахим Мусулмонкулов, тадж. Раҳим Мусулмонқулов; 21 января 1936 года—3 июля 2016 года) — таджикский учёный, литературовед, литературный критик. Доктор филологических наук (1980), профессор (1981).

## Биография
Рахим Мусулмониён Кубодиёни родился 21 января 1936 года в селе Ёбуз Кабодиёнского района Курган-Тюбинской области Советского Таджикистана в семье крестьянина. Свою трудовую деятельность начал в 1962 году после окончания Душанбинского государственного Университета имени В. И. Ленина, старшим лаборантом кафедры арабского языка (1963). Был аспирантом (1963-66), преподавателем кафедры советско-таджикской литературы (1967-79). С 1980 года (1992) заведовал кафедрой современной литературы ТГУ им. В. И. Ленина.
Творчество Рахима Мусулмониёна состоит из научных монографий, статей, научных тезисов, учебно-методических работ и учебных пособий, где рассмотрены различные вопросы истории таджикской литературы и литературоведения, исследованы теоретические и эстетические воззрения персидско-таджикских средневековых ученых, творчество советских таджикских писателей, теоретические вопросы современного литературоведения.
Рахим Мусулмониён автор более тысячи научных публикаций, в том числе фундаментальных трудов «Саджъ и его историческое развитие в таджикской прозе» (1966), Атаулла Махмуд-и Хусайни (1983, Душанбе), Камалиддин Хусайн Ваиз Кашифи. Бадоеъ-ул-афкар фи санаеъ-ул-ашъар (1977, Москва); Персидско-таджикская классическая поэтика X—XV вв. (1989, Москва) и др. После распада Советского Союза и начала гражданской войны в Таджикистане был вынужден покинуть страну и эмигрировать в Иран (1992 по 2009). Итоги научной деятельности в Иране — 13 книг и более 1000 научно-публицистических статей.
Рахим Мусулмониён Кубодиёни скончался 3 июля 2016 года из-за продолжительной болезни Альцгеймера; похоронен на кладбище Сари Осиё в г. Душанбе.